# Dzsavánrud megye

Kermánsáh tartomány megyéinek elhelyezkedése

Dzsavánrud megye (perzsául: شهرستان جوانرود) Irán Kermánsáh tartománynak egyik nyugati megyéje az ország nyugati részén. Északon és északkeleten Páve megye, keleten Ravánszar megye, délen Szalász-e Bábádzsáni megye, nyugatról pedig az Irakban fekvő Szulejmánijja kormányzóság határolják. Székhelye a 43 000 fős Dzsavánrud városa. A megye lakossága 62 259 fő. A megye további kerületre oszlik: Központi kerület és Kalási kerület.

## Fordítás
- Ez a szócikk részben vagy egészben  a   Javanrud County című angol Wikipédia-szócikk ezen változatának fordításán alapul.  Az eredeti cikk szerkesztőit annak laptörténete sorolja fel. Ez a jelzés csupán a megfogalmazás eredetét és a szerzői jogokat jelzi, nem szolgál a cikkben szereplő információk forrásmegjelöléseként.